# Дністровський орнітологічний заказник
Дністрóвський зака́зник — орнітологічний заказник місцевого значення в Україні. Розташований у межах Веренчанської сільської громади Чернівецького району Чернівецької області, на північ від села Бабин (на схилі Дністровського каньйону).
Площа 13,5 га, статус присвоєно 1984 року. Перебуває у віданні Бабинської сільської ради.
Статус присвоєно для захисту унікальної колонії сірих чапель у кількості 99 гнізд. Має науково-пізнавальне та естетичне значення.